# Pycnanthemum montanum
Pycnanthemum montanum är en kransblommig växtart som beskrevs av André Michaux. Pycnanthemum montanum ingår i släktet Pycnanthemum och familjen kransblommiga växter. Inga underarter finns listade i Catalogue of Life.